# Sollentuna musikklasser
Sollentuna Musikklasser (SMK) är en kommunal musikskola i Häggvik, Sollentuna kommun för barn i årskurs 4 - 9. Musikklasserna delar lokaler med Häggviksskolan. Skolan har två klasser per årskurs och cirka 350 elever. . Skolan flyttade från Sofielundsskolan 1994. 
Musikundervisningen sker klassvis och bygger på körsång. Det förekommer ingen individuell undervisning i sång eller musikinstrument. Skolan arrangerar konserter i olika former, bland annat Lucia-konserter och musikaler. 

## Trivia
- År 2011 hade skolans nior högst snittbetyg i Sverige jämfört med övriga kommunala skolor. [1]
- Varje år hålls en Jul och Luciakonsert i Filadelfiakyrkan i Stockholm. [1]